# Tertiäres Kohlenstoffatom
| Tertiäres Kohlenstoffatom                                                   |
| --------------------------------------------------------------------------- |
|                                                                             |
| Strukturformel von Isobutan (das tertiäre Kohlenstoffatom ist rot markiert) |

Ein tertiäres Kohlenstoffatom ist ein Kohlenstoffatom, welches an drei weitere Kohlenstoffatome gebunden ist. Aus diesem Grund sind tertiäre Kohlenstoffatome nur in Kohlenwasserstoffen mit mindestens vier Kohlenstoffatomen zu finden. 
Tertiäre Kohlenstoffatome können beispielsweise in verzweigten Alkanen, nicht aber in linearen Alkanen, auftreten.
|                                        | Vergleich von tertiären mit primären, sekundären und quartären Kohlenstoffatomen (rot) |                            |                           |                           |
|                                        | Primäres Kohlenstoffatom                                                               | Sekundäres Kohlenstoffatom | Tertiäres Kohlenstoffatom | Quartäres Kohlenstoffatom |
| Allgemeine Struktur (R = Organyl-Rest) |                                                                                        |                            |                           |                           |
| Auszug aus Strukturformel              |                                                                                        |                            |                           |                           |